# Guptaiella indica
Guptaiella indica är en stekelart som beskrevs av Muhammad Sharif Khan och Sushil 1998. Guptaiella indica ingår i släktet Guptaiella och familjen finglanssteklar. Inga underarter finns listade i Catalogue of Life.